# Siapiccia
Siapiccia (en sardo Siipicìa) es una localidad italiana de la provincia de Oristán, región de Cerdeña,  con 371 habitantes.

## Evolución demográfica
| Gráfica de evolución demográfica de Siapiccia entre 1861 y 2001 |
|                                                                 |
| Fuente ISTAT - elaboración gráfica de Wikipedia                 |